# Kecamatan Tegal Timur
Kecamatan Tegal Timur är ett distrikt i Indonesien.   Det ligger i provinsen Jawa Tengah, i den västra delen av landet, 260 km öster om huvudstaden Jakarta.